# Bactriola antennata
Bactriola antennata là một loài bọ cánh cứng trong họ Cerambycidae.